# Liste des monuments historiques du bassin minier du Nord-Pas-de-Calais
Cet article recense les soixante-douze monuments historiques du bassin minier du Nord-Pas-de-Calais. La plupart d'entre eux ont été classés ou inscrits en 2009 et 2010, puisqu'avant 2009, seuls une dizaine de monuments était classée ou inscrite. Une soixantaine l'a donc été en 2009 et 2010.

## Liste
| Monument | Commune               | Adresse | Coordonnées                      | Notice         | Protection             | Date      | Illustration |
| --- | --------------------- | --- | -------------------------------- | -------------- | ---------------------- | --------- | --- |
| Chevalement de la fosse n° 2 des mines de Flines, ainsi que la totalité des bâtiments d'extraction. | Anhiers               | Chevalet (rue du) 185 | 50° 24′ 05″ nord, 3° 09′ 36″ est | « PA59000162 » | Inscription            | 2010      | Chevalement de la fosse n° 2 des mines de Flines, ainsi que la totalité des bâtiments d'extraction. |
| Château Dampierre, ancienne habitation d'un ingénieur de la Compagnie des mines d'Anzin, et le vestibule, l'escalier, la rampe d'appui, l'allée, le portail, le pavillon et le parc. | Anzin                 | Dampierre (boulevard) 41 bis | 50° 21′ 57″ nord, 3° 30′ 25″ est | « PA59000145 » | Inscription            | 2009      | Château Dampierre, ancienne habitation d'un ingénieur de la Compagnie des mines d'Anzin, et le vestibule, l'escalier, la rampe d'appui, l'allée, le portail, le pavillon et le parc. |
| Ancienne goutte de lait de la Compagnie des mines de Marles, ses façades et ses toitures. | Auchel                | Général-de-Gaulle (avenue du) | 50° 30′ 08″ nord, 2° 28′ 32″ est | « PA62000075 » | Inscription            | 2009      | Ancienne goutte de lait de la Compagnie des mines de Marles, ses façades et ses toitures. |
| Fosse no 7 - 7 bis de la Compagnie des mines de Vicoigne-Nœux-Drocourt puis du Groupe de Béthune des Houillères du Bassin du Nord et du Pas-de-Calais, les vestiaires, les bains-douches, et l'atelier.                                                                                             | Barlin                | Fosse 7 (avenue de la) | 50° 27′ 04″ nord, 2° 35′ 37″ est | « PA62000111 » | Inscription            | 2010      | Fosse no 7 - 7 bis de la Compagnie des mines de Vicoigne-Nœux-Drocourt puis du Groupe de Béthune des Houillères du Bassin du Nord et du Pas-de-Calais, les vestiaires, les bains-douches, et l'atelier.                                                                                             |
| Chevalement de la fosse no 13 bis des mines de Lens dite « Félix Bollaert », et son bâtiment. | Bénifontaine          | Chemin du Pont d'Avison | 50° 28′ 43″ nord, 2° 49′ 17″ est | « PA62000077 » | Inscription            | 2009      | Chevalement de la fosse no 13 bis des mines de Lens dite « Félix Bollaert », et son bâtiment. |
| Chevalement et bâtiment d'extraction de la fosse no 5 des mines de Meurchin puis de Lens | Billy-Berclau         | 10, rue de la Fosse 5 | 50° 30′ 34″ nord, 2° 51′ 02″ est | « PA62000125 » | Inscription            | 2011      | Chevalement et bâtiment d'extraction de la fosse no 5 des mines de Meurchin puis de Lens |
| Cité des Électriciens (ancien coron de la fosse no 2 dite du Mont-Blanc), située en bordure de la rue Anatole-France et constitué de la totalité des rues Ampère, Branly, Coulomb, Edison, Faraday, Franklin, Gramme, Laplace, Marconi, Volta. La protection porte sur les façades et les toitures. | Bruay-la-Buissière    | Anatole-France (rue) ; Ampère (rue) ; Branly (rue) ; Coulomb (rue) ; Edison (rue) ; Faraday (rue) ; Franklin (rue) ; Gramme (rue) ; Laplace (rue) ; Marconi (rue) ; Volta (rue) | 50° 28′ 56″ nord, 2° 33′ 13″ est | « PA62000078 » | Inscription            | 2009      | Cité des Électriciens (ancien coron de la fosse no 2 dite du Mont-Blanc), située en bordure de la rue Anatole-France et constitué de la totalité des rues Ampère, Branly, Coulomb, Edison, Faraday, Franklin, Gramme, Laplace, Marconi, Volta. La protection porte sur les façades et les toitures. |
| Hôtel de Ville | Bruay-la-Buissière    | Henri-Cadot (place) ; Commandant-Lherminier (rue du) | 50° 28′ 56″ nord, 2° 32′ 45″ est | « PA62000007 » | Inscription            | 2009      | Hôtel de Ville |
| Stade-parc et école de natation de Bruay-la-Buissière | Bruay-la-Buissière    | Rue d'Hulluch Rue Auguste-Caron | 50° 28′ 16″ nord, 2° 32′ 32″ est | « PA62000008 » | Inscrit                | 1997      | Stade-parc et école de natation de Bruay-la-Buissière |
| Ancienne clinique-maternité Sainte-Barbe ou des Marronniers de la Compagnie des mines de Béthune (aujourd'hui centre de psychothérapie et psychogériatrie Les Marronniers), ses façades et ses toitures.                                                                                            | Bully-les-Mines       | Arthur-Lamendin (boulevard) 52 | 50° 27′ 36″ nord, 2° 43′ 03″ est | « PA62000079 » | Inscription            | 2009      | Ancienne clinique-maternité Sainte-Barbe ou des Marronniers de la Compagnie des mines de Béthune (aujourd'hui centre de psychothérapie et psychogériatrie Les Marronniers), ses façades et ses toitures.                                                                                            |
| Monument aux morts de la Compagnie des mines de Béthune | Bully-les-Mines       | Place de la Marne | 50° 27′ 29″ nord, 2° 43′ 20″ est | « PA62000127 » | Inscrit                | 2011      | Monument aux morts de la Compagnie des mines de Béthune |
| Monument au soldat Marche | Bully-les-Mines       | Square Henri-Darras | 50° 26′ 49″ nord, 2° 43′ 09″ est | « PA62000113 » | Inscrit                | 2010      | Monument au soldat Marche |
| Hôtel de ville de Carvin | Carvin                | 58 rue Haute-Saint-Maurice | 50° 29′ 29″ nord, 2° 57′ 29″ est | « PA62000080 » | Inscription            | 2009      | Hôtel de ville de Carvin |
| Chevalement du puits no 1 de la Fosse Ledoux des mines d'Anzin. | Condé-sur-l'Escaut    | | 50° 27′ 22″ nord, 3° 37′ 10″ est | « PA00107920 » | Inscription            | 1992      | Chevalement du puits no 1 de la Fosse Ledoux des mines d'Anzin. |
| Château de l'Hermitage, les communs, le fossé, le jardin, le parc, l'enclos, le pavillon, la clôture et la grille. | Condé-sur-l'Escaut    | | 50° 29′ 12″ nord, 3° 35′ 46″ est | « PA00107437 » | Classement             | 1924      | Château de l'Hermitage, les communs, le fossé, le jardin, le parc, l'enclos, le pavillon, la clôture et la grille. |
| Fosse Mathilde des mines d'Anzin, et sa rampe d'accès. | Denain                | Mathilde (rue) 21 à 29 | 50° 20′ 00″ nord, 3° 23′ 00″ est | « PA59000163 » | Inscription            | 2010      | Fosse Mathilde des mines d'Anzin, et sa rampe d'accès. |
| Église Saint-Stanislas de la cité Bruno de Dourges, ainsi que les façades et les toitures de son presbytère. | Dourges               | Félix-Faure (rue) | 50° 25′ 53″ nord, 2° 59′ 18″ est | « PA62000081 » | Inscription            | 2009      | Église Saint-Stanislas de la cité Bruno de Dourges, ainsi que les façades et les toitures de son presbytère. |
| Chevalement de la fosse no 8 - 8 bis des mines de Dourges. | Évin-Malmaison        | | 50° 26′ 17″ nord, 3° 01′ 17″ est | « PA62000082 » | Inscription            | 2009      | Chevalement de la fosse no 8 - 8 bis des mines de Dourges. |
| Anciens bureaux de la Compagnie de mines de Thivencelle et Fresnes-Midi, soit le bureau et le pavillon d'entrée. | Fresnes-sur-Escaut    | Maréchal-Soult (rue du) 36 | 50° 25′ 55″ nord, 3° 34′ 43″ est | « PA59000165 » | Inscription            | 2010      | Anciens bureaux de la Compagnie de mines de Thivencelle et Fresnes-Midi, soit le bureau et le pavillon d'entrée. |
| Château des Douaniers | Fresnes-sur-Escaut    | 80, 82 rue Gambetta | 50° 26′ 25″ nord, 3° 33′ 44″ est | « PA00107534 » | Inscrit                | 1982      | Château des Douaniers |
| Fosse du Sarteau, son puits d'extraction, son chevalement, et le blockhaus. | Fresnes-sur-Escaut    | | 50° 27′ 09″ nord, 3° 33′ 24″ est | « PA00107535 » | Classement             | 1999      | Fosse du Sarteau, son puits d'extraction, son chevalement, et le blockhaus. |
| Cité du Château des Dames | Gosnay                | Chemin de Labuissière | 50° 30′ 30″ nord, 2° 34′ 45″ est | « PA00108292 » | Inscription            | 1986      | Cité du Château des Dames |
| Église Saint-Louis de la cité no 5 - 5 bis de la Compagnie des mines de Béthune à Grenay | Grenay                | Saint-Louis (place) | 50° 27′ 05″ nord, 2° 45′ 10″ est | « PA62000083 » | Inscription            | 2009      | Église Saint-Louis de la cité no 5 - 5 bis de la Compagnie des mines de Béthune à Grenay |
| Ancienne société de secours mutuels des ouvriers et employés des Mines de Béthune et ancienne maison du médecin-chef | Grenay                | Jean-Jaurès (ou Daniel-Breton) (place) 19-23 | 50° 27′ 04″ nord, 2° 44′ 07″ est | « PA62000114 » | Inscription            | 2010      | Ancienne société de secours mutuels des ouvriers et employés des Mines de Béthune et ancienne maison du médecin-chef |
| Fosse n° 6 des mines de Lens | Haisnes               | Fosse (impasse de la) 2 | 50° 30′ 45″ nord, 2° 48′ 14″ est | « PA62000058 » | Inscription            | 2004      | Fosse n° 6 des mines de Lens |
| Monument à Émile Basly | Lens                  | Avenue Alfred-Maës Rue Albert-Camus | 50° 25′ 43″ nord, 2° 49′ 07″ est | « PA62000087 » | Inscrit                | 2009      | Monument à Émile Basly |
| Salle d'œuvres paroissiales Saint-Pierre de la cité no 11 de la Compagnie des mines de Lens, située à l'angle de la rue du Saint-Esprit et de la rue du Béarn | Lens                  | Saint-Esprit (rue du) ; Béarn (rue du), ancienne rue no 15 | 50° 26′ 25″ nord, 2° 47′ 18″ est | « PA62000085 » | Inscription            | 2009      | Salle d'œuvres paroissiales Saint-Pierre de la cité no 11 de la Compagnie des mines de Lens, située à l'angle de la rue du Saint-Esprit et de la rue du Béarn |
| Écoles maternelles et primaire Louis Pasteur et ancien dispensaire de la cité no 11 de la Compagnie des mines de Lens, situés respectivement rue du Saint-Esprit, square Henri-Noguères et avenue de la Fosse 11                                                                                    | Lens                  | Saint-Esprit (rue du) ; Henri-Noguères (square) ; Fosse 11 (avenue de la) | 50° 26′ 25″ nord, 2° 47′ 21″ est | « PA62000086 » | Inscription            | 2009      | Écoles maternelles et primaire Louis Pasteur et ancien dispensaire de la cité no 11 de la Compagnie des mines de Lens, situés respectivement rue du Saint-Esprit, square Henri-Noguères et avenue de la Fosse 11                                                                                    |
| Anciens grands bureaux de la Compagnie des mines de Lens, aujourd'hui Faculté des Sciences Jean Perrin (Université d'Artois) | Lens                  | La Bassée (route de) 2 | 50° 26′ 02″ nord, 2° 49′ 25″ est | « PA62000091 » | Inscription            | 2009      | Anciens grands bureaux de la Compagnie des mines de Lens, aujourd'hui Faculté des Sciences Jean Perrin (Université d'Artois) |
| Groupe scolaire Jean Macé, ancienne habitation du directeur des écoles et ancien patronage de la cité no 12 de la Compagnie des mines de Lens dite Saint-Édouard, situés parvis de l'église Saint-Édouard et grand chemin de Loos de part et d'autre de l'église Saint-Édouard                      | Lens                  | Église Saint-Édouard (parvis de l') ; grand chemin de Loos | 50° 26′ 33″ nord, 2° 48′ 33″ est | « PA62000088 » | Inscription            | 2009      | Groupe scolaire Jean Macé, ancienne habitation du directeur des écoles et ancien patronage de la cité no 12 de la Compagnie des mines de Lens dite Saint-Édouard, situés parvis de l'église Saint-Édouard et grand chemin de Loos de part et d'autre de l'église Saint-Édouard                      |
| Ensemble des bâtiments formant la maison syndicale des mineurs | Lens                  | Émile-Zola (rue) ; Duquesnoy (rue) ; Casimir-Beugnet (rue) | 50° 26′ 02″ nord, 2° 49′ 55″ est | « PA62000003 » | Inscription            | 1996      | Ensemble des bâtiments formant la maison syndicale des mineurs |
| Monument aux morts de la Compagnie des mines de Lens, situé à l'intersection de la route de Béthune et de l'avenue de la fosse no 12 | Lens                  | Béthune (route de) ; Fosse 12 (avenue de la) | 50° 26′ 19″ nord, 2° 48′ 42″ est | « PA62000090 » | Inscription            | 2009      | Monument aux morts de la Compagnie des mines de Lens, situé à l'intersection de la route de Béthune et de l'avenue de la fosse no 12 |
| Ancien logement des Sœurs de la cité no 12 de la Compagnie des mines de Lens dite Saint-Édouard | Lens                  | Église Saint-Édouard (parvis de l') 2 | 50° 26′ 32″ nord, 2° 48′ 38″ est | « PA62000089 » | Inscription            | 2009      | Ancien logement des Sœurs de la cité no 12 de la Compagnie des mines de Lens dite Saint-Édouard |
| Église Saint-Édouard de la cité no 12 de la Compagnie de mines de Lens à Lens | Lens                  | Église de la Cité no 12 (parvis de l') | 50° 26′ 33″ nord, 2° 48′ 37″ est | « PA62000084 » | Inscription            | 2009      | Église Saint-Édouard de la cité no 12 de la Compagnie de mines de Lens à Lens |
| Gare de Lens | Lens                  | | 50° 25′ 36″ nord, 2° 49′ 40″ est | « PA00108328 » | Inscrit                | 1984      | Gare de Lens |
| Centre Historique Minier de Lewarde (ancien site minier de la fosse Delloye de la Compagnie des mines d'Aniche) | Lewarde               | RD 132 ; Erchin (rue d') | 50° 19′ 54″ nord, 3° 10′ 21″ est | « PA59000171 » | Classement             | 2010      | Centre Historique Minier de Lewarde (ancien site minier de la fosse Delloye de la Compagnie des mines d'Aniche) |
| Mine-image de la fosse no 2 de Oignies (également sur commune de Oignies) | Libercourt et Oignies | | 50° 28′ 19″ nord, 3° 00′ 00″ est | « PA62000093 » | Inscription            | 2009      | Mine-image de la fosse no 2 de Oignies (également sur commune de Oignies) |
| Chevalement du puits no 3 bis de la fosse no 3 - 3 bis des mines de Lens, dite Amé-Tilloy ou Saint-Amé | Liévin                | Montgolfier (rue) | 50° 25′ 35″ nord, 2° 46′ 47″ est | « PA00108469 » | Inscription            | 1992      | Chevalement du puits no 3 bis de la fosse no 3 - 3 bis des mines de Lens, dite Amé-Tilloy ou Saint-Amé |
| Chevalement du puits no 1 bis de la fosse n° 1 - 1 bis - 1 ter de la Compagnie des mines de Liévin | Liévin                | Frères-Lumière (rue des) | 50° 25′ 22″ nord, 2° 46′ 30″ est | « PA62000094 » | Inscription            | 2009      | Chevalement du puits no 1 bis de la fosse n° 1 - 1 bis - 1 ter de la Compagnie des mines de Liévin |
| Temple protestant de Liévin | Liévin                | 189, 189 bis rue Jean-Baptiste-Défermez | 50° 25′ 19″ nord, 2° 46′ 55″ est | « PA62000095 » | Inscrit                | 2009      | Temple protestant de Liévin |
| Ancien site minier de la fosse no 11 - 19 de la Compagnie des mines de Lens | Loos-en-Gohelle       | Bourgogne (rue de) | 50° 26′ 36″ nord, 2° 47′ 18″ est | « PA00108467 » | Classement             | 2009      | Ancien site minier de la fosse no 11 - 19 de la Compagnie des mines de Lens |
| Ancien bâtiment de la salle des pendus et des bains-douches de la fosse no 12 de la Compagnie des mines de Lens | Loos-en-Gohelle       | Vasco-de-Gama (rue) | 50° 26′ 46″ nord, 2° 48′ 21″ est | « PA62000096 » | Inscription            | 2009      | Ancien bâtiment de la salle des pendus et des bains-douches de la fosse no 12 de la Compagnie des mines de Lens |
| Monument à Charles Mathieu | Lourches              | 8-Mai-1945 (square du) | 50° 18′ 54″ nord, 3° 21′ 13″ est | « PA59000149 » | Inscription            | 2009      | Monument à Charles Mathieu |
| Fosse no 2 des mines de Marles, dite « Saint-Émile » | Marles-les-Mines      | | 50° 30′ 13″ nord, 2° 30′ 24″ est | « PA00108470 » | Inscription            | 1992      | Fosse no 2 des mines de Marles, dite « Saint-Émile » |
| Hôtel de ville, ancien château Mercier et habitation du directeur de la Compagnie des mines de Béthune | Mazingarbe            | Lefebvre (rue) 42 ; Dutouquet (rue) ; Louis-Mercier (avenue) | 50° 28′ 09″ nord, 2° 43′ 12″ est | « PA62000097 » | Inscription            | 2009      | Hôtel de ville, ancien château Mercier et habitation du directeur de la Compagnie des mines de Béthune |
| Église Sainte-Barbe de Nœux-les-Mines | Nœux-les-Mines        | Sainte-Barbe (place) | 50° 28′ 00″ nord, 2° 40′ 21″ est | « PA62000098 » | Inscription            | 2009      | Église Sainte-Barbe de Nœux-les-Mines |
| Anciens grands bureaux et ateliers centraux de la compagnie des mines de Vicoigne-Nœux-Drocourt | Nœux-les-Mines        | Nationale (rue) 399, 401 | 50° 28′ 08″ nord, 2° 40′ 20″ est | « PA62000100 » | Inscription            | 2009      | Anciens grands bureaux et ateliers centraux de la compagnie des mines de Vicoigne-Nœux-Drocourt |
| Ancienne coopérative des ouvriers mineurs de la Compagnie des Mines de Vicoigne-Nœux-Drocourt | Nœux-les-Mines        | Nationale (rue) 421 | 50° 28′ 03″ nord, 2° 40′ 23″ est | « PA62000115 » | Inscription            | 2010      | Ancienne coopérative des ouvriers mineurs de la Compagnie des Mines de Vicoigne-Nœux-Drocourt |
| Ancien carreau de la fosse n° 1 - 1 bis de la compagnie des mines de Vicoigne-Nœux-Drocourt | Nœux-les-Mines        | Nationale (rue) 397 | 50° 28′ 13″ nord, 2° 40′ 22″ est | « PA62000099 » | Inscription            | 2009      | Ancien carreau de la fosse n° 1 - 1 bis de la compagnie des mines de Vicoigne-Nœux-Drocourt |
| Ancienne pharmacie centrale de la Compagnie des Mines de Vicoigne-Nœux-Drocourt | Nœux-les-Mines        | Nationale (rue) 339 | 50° 28′ 23″ nord, 2° 40′ 08″ est | « PA62000116 » | Inscription            | 2010      | Ancienne pharmacie centrale de la Compagnie des Mines de Vicoigne-Nœux-Drocourt |
| Ancienne fosse no 9 - 9 bis dite « Declerc-Combez » | Oignies               | | 50° 27′ 39″ nord, 2° 59′ 13″ est | « PA00108468 » | Inscription Classement | 1992 1994 | Ancienne fosse no 9 - 9 bis dite « Declerc-Combez » |
| Fosse n° 2 des mines d'Ostricourt | Oignies               | Émile-Zola (rue) | 50° 28′ 21″ nord, 2° 59′ 48″ est | « PA62000074 » | Classement             | 2009      | Fosse n° 2 des mines d'Ostricourt |
| Monument de la Découverte du Charbon | Oignies               | Avenue Fernand-Darchicourt | 50° 28′ 04″ nord, 2° 59′ 18″ est | « PA62000124 » | Inscrit                | 2011      | Monument de la Découverte du Charbon |
| Chevalement du puits no 2 de la fosse Sabatier des mines d'Anzin | Raismes               | | 50° 24′ 20″ nord, 3° 30′ 02″ est | « PA59000168 » | Inscription            | 2010      | Chevalement du puits no 2 de la fosse Sabatier des mines d'Anzin |
| Église Sainte-Cécile de la cité du Pinson de Raismes, et son presbytère | Raismes               | Thiers (rue) 24b, 24 | 50° 24′ 08″ nord, 3° 31′ 22″ est | « PA59000151 » | Inscription            | 2009      | Église Sainte-Cécile de la cité du Pinson de Raismes, et son presbytère |
| Fosse n° 9 des mines de l'Escarpelle | Roost-Warendin        | Molettes (rue des) | 50° 24′ 42″ nord, 3° 06′ 12″ est | « PA59000152 » | Inscription            | 2009      | Fosse n° 9 des mines de l'Escarpelle |
| Presbytère polonais de l'église Saint-Louis de la cité Nouméa de la Compagnie des mines de Drocourt | Rouvroy               | Antoine-Blanchant (place) 41 | 50° 24′ 16″ nord, 2° 54′ 47″ est | « PA62000103 » | Inscription            | 2009      | Presbytère polonais de l'église Saint-Louis de la cité Nouméa de la Compagnie des mines de Drocourt |
| Presbytère français de l'église Saint-Louis de la cité Nouméa de la Compagnie des mines de Drocourt | Rouvroy               | Antoine-Blanchant (place) 34 | 50° 24′ 17″ nord, 2° 54′ 43″ est | « PA62000121 » | Inscription            | 2010      | Presbytère français de l'église Saint-Louis de la cité Nouméa de la Compagnie des mines de Drocourt |
| Église Saint-Louis de la cité Nouméa de la Compagnie des mines de Drocourt à Rouvroy | Rouvroy               | Antoine-Blanchant (place) | 50° 24′ 17″ nord, 2° 54′ 45″ est | « PA62000102 » | Inscription            | 2009      | Église Saint-Louis de la cité Nouméa de la Compagnie des mines de Drocourt à Rouvroy |
| Ancienne école de filles de la cité Nouméa de la Compagnie des mines de Drocourt, actuel centre d'activités culturelles et de loisirs Marie-Curie | Rouvroy               | Antoine-Blanchant (place) | 50° 24′ 20″ nord, 2° 54′ 47″ est | « PA62000120 » | Inscription            | 2010      | Ancienne école de filles de la cité Nouméa de la Compagnie des mines de Drocourt, actuel centre d'activités culturelles et de loisirs Marie-Curie |
| Ensemble des corons de l'église de La Sentinelle | La Sentinelle         | Maubeuge (rue de) 1 à 9 ; Cateau (rue du) 10 à 19 ; Avesnes (rue d') 20 à 27 | 50° 21′ 05″ nord, 3° 29′ 02″ est | « PA59000154 » | Inscription            | 2009      | Ensemble des corons de l'église de La Sentinelle |
| Église Sainte-Barbe de La Sentinelle | La Sentinelle         | Capitaine-Nicod (place du) | 50° 21′ 02″ nord, 3° 29′ 02″ est | « PA59000144 » | Classement             | 2009      | Église Sainte-Barbe de La Sentinelle |
| Monument aux victimes de la Catastrophe de Courrières | Sallaumines           | Mairie (place de la) | 50° 25′ 15″ nord, 2° 51′ 34″ est | « PA62000104 » | Inscription            | 2009      | Monument aux victimes de la Catastrophe de Courrières |
| Ancien prieuré de Beaurepaire | Somain                | | 50° 22′ 25″ nord, 3° 16′ 32″ est | « PA00107825 » | Inscription            | 1975      | Ancien prieuré de Beaurepaire |
| Chevalement du puits no 2 de la Fosse Dutemple des mines d'Anzin | Valenciennes          | lieu-dit Fosse Dutemple | 50° 21′ 41″ nord, 3° 28′ 49″ est | « PA00107922 » | Inscription            | 1992      | Chevalement du puits no 2 de la Fosse Dutemple des mines d'Anzin |
| Ancienne école ménagère du quartier d'Arenberg | Wallers               | Taffin (rue) 41b | 50° 22′ 48″ nord, 3° 25′ 38″ est | « PA59000155 » | Inscription            | 2009      | Ancienne école ménagère du quartier d'Arenberg |
| Salle des fêtes du quartier d'Arenberg, construite par la Compagnie des mines d'Anzin | Wallers               | Taffin (rue) 41 | 50° 22′ 49″ nord, 3° 25′ 38″ est | « PA59000156 » | Inscription            | 2009      | Salle des fêtes du quartier d'Arenberg, construite par la Compagnie des mines d'Anzin |
| Ancien site minier de Wallers-Arenberg | Wallers               | Michel-Rondet (avenue) | 50° 23′ 02″ nord, 3° 25′ 31″ est | « PA00107930 » | Classement             | 2010      | Ancien site minier de Wallers-Arenberg |
| Église Notre-Dame des Mineurs de Waziers | Waziers               | Lucien-Moreau (rue) ; Eglise (place de l') | 50° 22′ 33″ nord, 3° 05′ 59″ est | « PA59000159 » | Classement             | 2010      | Église Notre-Dame des Mineurs de Waziers |
| Église Notre-Dame des mineurs de Waziers | Waziers               | Lucien-Moreau (rue) | 50° 22′ 32″ nord, 3° 05′ 57″ est | « PA59000170 » | Inscription            | 2010      | Église Notre-Dame des mineurs de Waziers |
| Ancien centre médical et de patronage de la cité Notre-Dame de la Compagnie des mines d'Aniche, aujourd'hui centre social et culturel Henri Martel | Waziers               | Gaillette (rue de la) | 50° 22′ 31″ nord, 3° 05′ 58″ est | « PA59000157 » | Inscription            | 2009      | Ancien centre médical et de patronage de la cité Notre-Dame de la Compagnie des mines d'Aniche, aujourd'hui centre social et culturel Henri Martel |
| Ancien groupe scolaire de la cité Notre-Dame de la Compagnie des mines d'Aniche, aujourd'hui école maternelle Frédéric Chopin, écoles primaires Nicolas Copernic et Marie Curie Sklodowska | Waziers               | Paul-Éluard (rue) ; Lavoisier (rue) 15 et 3 | 50° 22′ 35″ nord, 3° 06′ 03″ est | « PA59000158 » | Inscription            | 2009      | Ancien groupe scolaire de la cité Notre-Dame de la Compagnie des mines d'Aniche, aujourd'hui école maternelle Frédéric Chopin, écoles primaires Nicolas Copernic et Marie Curie Sklodowska |